# Хег-Ерсберг
Хег-Ерсберг (њем. Häg-Ehrsberg) општина је у њемачкој савезној држави Баден-Виртемберг. Једно је од 35 општинских средишта округа Лерах. Према процјени из 2010. у општини је живјело 841 становника. Посједује регионалну шифру (AGS) 8336106.

## Географски и демографски подаци
Хег-Ерсберг се налази у савезној држави Баден-Виртемберг у округу Лерах. Општина се налази на надморској висини од 681 метра. Површина општине износи 25,0 km². У самом мјесту је, према процјени из 2010. године, живјело 841 становника. Просјечна густина становништва износи 34 становника/km².